# 圣阿尔邦-欧里奥勒
圣阿尔邦-欧里奥勒（法語：Saint-Alban-Auriolles，法語發音：[sɛ̃.t‿albɑ̃ oʁjɔl]）是法国阿尔代什省的一个市镇，位于该省南部，属于拉让蒂耶尔区。该市镇于1972年由原市镇圣阿尔邦苏桑宗（Saint-Alban-sous-Sampzon）和欧里奥勒（Auriolles）合并而成。

## 地理
圣阿尔邦-欧里奥勒（44°25'34"N, 4°17'56"E）面积17.57 平方千米，位于法国奥弗涅-罗讷-阿尔卑斯大区阿尔代什省，该省份为法国东南部内陆省份，北起顺时针与卢瓦尔省、伊泽尔省、德龙省、沃克吕兹省、加尔省、洛泽尔省和上盧瓦爾省接壤。
与圣阿尔邦-欧里奥勒接壤的市镇（或旧市镇、城区）包括：尚多拉斯、格罗皮埃尔、茹瓦约斯、拉博姆、拉布拉谢尔、吕翁斯、桑宗。
圣阿尔邦-欧里奥勒的时区为UTC+01:00、UTC+02:00（夏令时）。

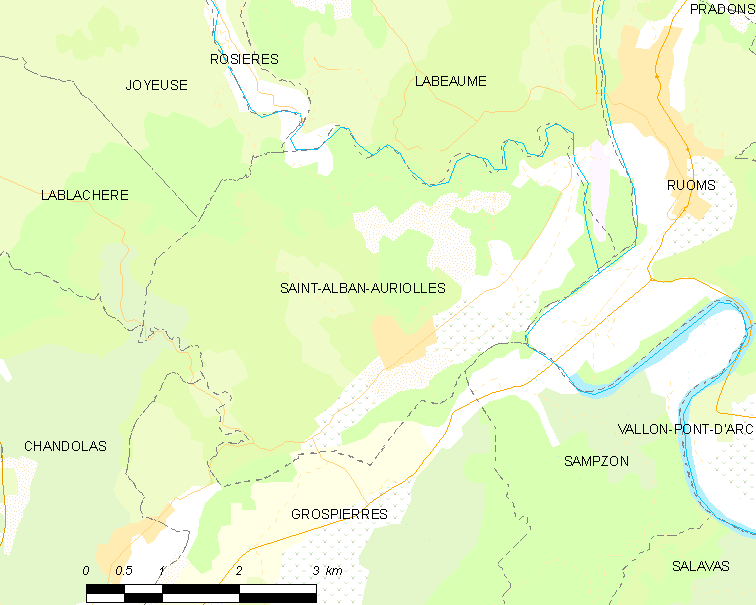
圣阿尔邦-欧里奥勒的OSM定位图

## 行政
圣阿尔邦-欧里奥勒的邮政编码为07120，INSEE市镇编码为07207。

## 政治
圣阿尔邦-欧里奥勒所属的省级选区为瓦隆蓬达尔克县。

## 人口

1962-2008年间圣阿尔邦-欧里奥勒人口变化图示

圣阿尔邦-欧里奥勒于2022年1月1日时的人口数量为1101人。